# Hr.Ms. TM 51 (1939)
Hr.Ms. TM 51 was een Nederlandse motortorpedoboot gebouwd door de Britse scheepswerf British Power Boat Cy te Hythe. Eind augustus 1939 bestond het gevaar dat de Britse regering dit schip in beslag zou nemen en zou over dragen aan de Royal Navy. Op 28 augustus 1939 was voor de T.M. 51 een langdurige testvaart gepland, deze testvaart werd aangegrepen om het schip naar een Nederlandse haven te varen. Eenmaal in Nederland aangekomen werd ze afgebouwd door de Schiedamse scheepswerf Gusto, waar de TM 51 nog lag toen de Tweede Wereldoorlog uitbrak. Gusto bouwde op dat moment onder licentie motortorpedoboten van hetzelfde type.

## De TM 51 tijdens de Tweede Wereldoorlog
Tijdens de Duitse aanval op Nederland in 1940 voer de TM 51 onder commandant Johannes van Staveren de Waalhaven in, waar alles nog rustig was. Ze kwamen alleen enkele lege rubberbootjes tegen. Vandaar voer zij richting Rotterdam. Bij Boompjes werd zij beschoten door Hollandse soldaten. De TM 51 meerde aan om uit te zoeken wat er gaande was. De commandant kreeg te horen dat de Willemsbrug door de Duitsers bezet was. De TM 51 vervolgde haar weg om de mariniers bij de gevechten om de brug te ondersteunen. Tijdens deze gevechten raakte het schip beschadigd, onder andere bootsman Jan Vlas en sergeant-telegrafist Piet Cijsouw raakten gewond en Van Vegten had een diepe hoofdwond opgelopen en overleed ter plekke. De TM 51 moest naar scheepswerf Gusto terug voor reparaties. De TM 51 zou in eerste instantie vernietigd worden, maar op verzoek van ingenieur Colenbrander, directeur van de werf, werd op 14 mei 1940 onder zijn leiding toch een poging ondernomen om met de TM 51 naar het Verenigd Koninkrijk te vluchten. Bij Hoek van Holland werd afgemeerd. Daar kreeg men te horen dat Nederland had gecapituleerd en dat hun opdracht om de TM 51 naar het Verenigd Koninkrijk te varen niet was gewijzigd. Overste Van Leeuwen kwam aan boord en onder zijn commando vertrok het schip. Buitengaats bracht een Britse torpedojager hun brood en cornedbeef. Op 15 mei om 04:00 uur arriveerde de TM 51 veilig bij de Downs.
In het Verenigd Koninkrijk aangekomen ging de TM 51 op 24 mei naar scheepswerf 'British Power Boat Cy' om de reparaties die bij Gusto waren gestart af te maken. Door de Nederlandse regering werd besloten om het schip over te dragen aan de Royal Navy. Op 30 mei 1940 werd de TM 51 door de Royal Navy in dienst genomen. In Britse dienst werd ze omgebouwd tot een Motor Anti-Submarine Boat en werd ze hernoemd tot MA/SB 46. Begin 1941 wilde de Nederlandse marine de voormalige TM 51 weer overnemen van de Royal Navy om mensen mee op te opleiden voor de in Canada bestelde motortorpedoboten. In eerste instantie wilde de Royal Navy een ander schip afstaan, maar dat moest voor zo lang in onderhoud dat ervoor gekozen werd toch de 'MA/SB 46' over te dragen. In de tijd tussen het verzoek en de daadwerkelijk overdracht had de Royal Navy de MA/SB 46 omgebouwd tot motorkanonneerboot en hernoemd tot MGB 46. De MGB 46 heeft tot 25 november 1942 dienstgedaan bij de Nederlandse marine, waarna het vervangen werd door de modernere MGB 114. Na haar buitendienststelling werd ze weer overgedragen aan de Royal Navy.